# 최후의 스타화이터
《최후의 스타화이터》(영어: The Last Starfighter)는 미국에서 제작된 닉 캐슬 감독의 1984년 스페이스 오페라 영화이다. 랜스 게스트, 로버트 프레스턴 등이 출연하였고, 게리 애덜슨 등이 제작에 참여하였다.

## 줄거리
10대 소년 앨릭스 로건은 우주 전쟁을 소재로 한 아케이드 게임 스타파이터(Starfighter)에서 최고 점수 신기록을 세운 뒤 이 게임이 실은 실제 상황을 묘사하고 있으며 우주 평화를 위협하는 세력에 맞서 싸울 예비 스타파이터들을 훈련시키고 선별하는 도구라는 걸 알게 된다.

## 출연
- 랜스 게스트 - 앨릭스 로건 / 베타 앨릭스 로건 역
- 로버트 프레스턴 - 센타우리 역
- 댄 오헐리히 - 그리그 역
- 캐서린 메리 스튜어트 - 매기 고든 역
- 노먼 스노 - 수어 역
- 케이 E. 쿠터 - 엔듀런 대사 역
- 바버라 보슨 - 제인 로건 역
- 크리스 에이베어 - 루이스 로건 역
- 댄 메이슨 - 크릴 경 역
- 버넌 워싱턴 - 오티스 역
- 존 오리리 - 부어사 역 (라일로스인)
- 오언 부시 - 분 씨 역
- 마크 얼라이모 - 히치하이커 역
- 윌 휘턴 - 루이스의 친구 역

## 기타 제작진
- 협력 제작: 존 H. 휘트니 주니어
- 배역: 아이린 마리아노, 바버라 밀러
- 미술: 론 코브
- 의상: 로버트 플레처